# Sd.Kfz. 9

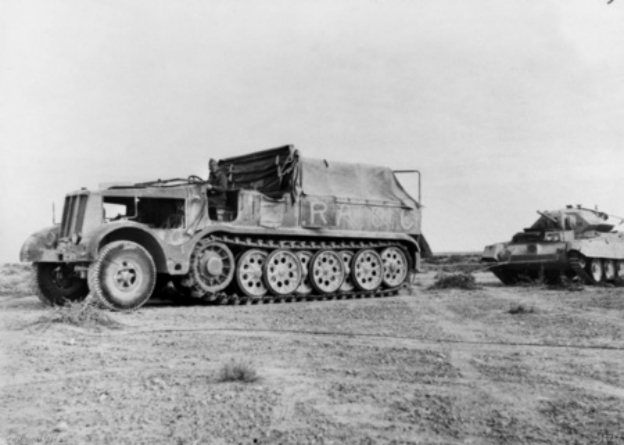
견인장면.

Sd.Kfz. 9, 또는 FAMO는 독일의 가장 무거운 18t 하프트랙이다. 무기 운반이나 차량의 견인, 3대를 이어서 티거나 판터 전차를 회수하였고 88mm포를 달아서 대전차용으로 만들어지기도 하였다. 일본의 모형 회사 타미야에서 키트를 출시하기도 했다.